# Quattro Novissimi

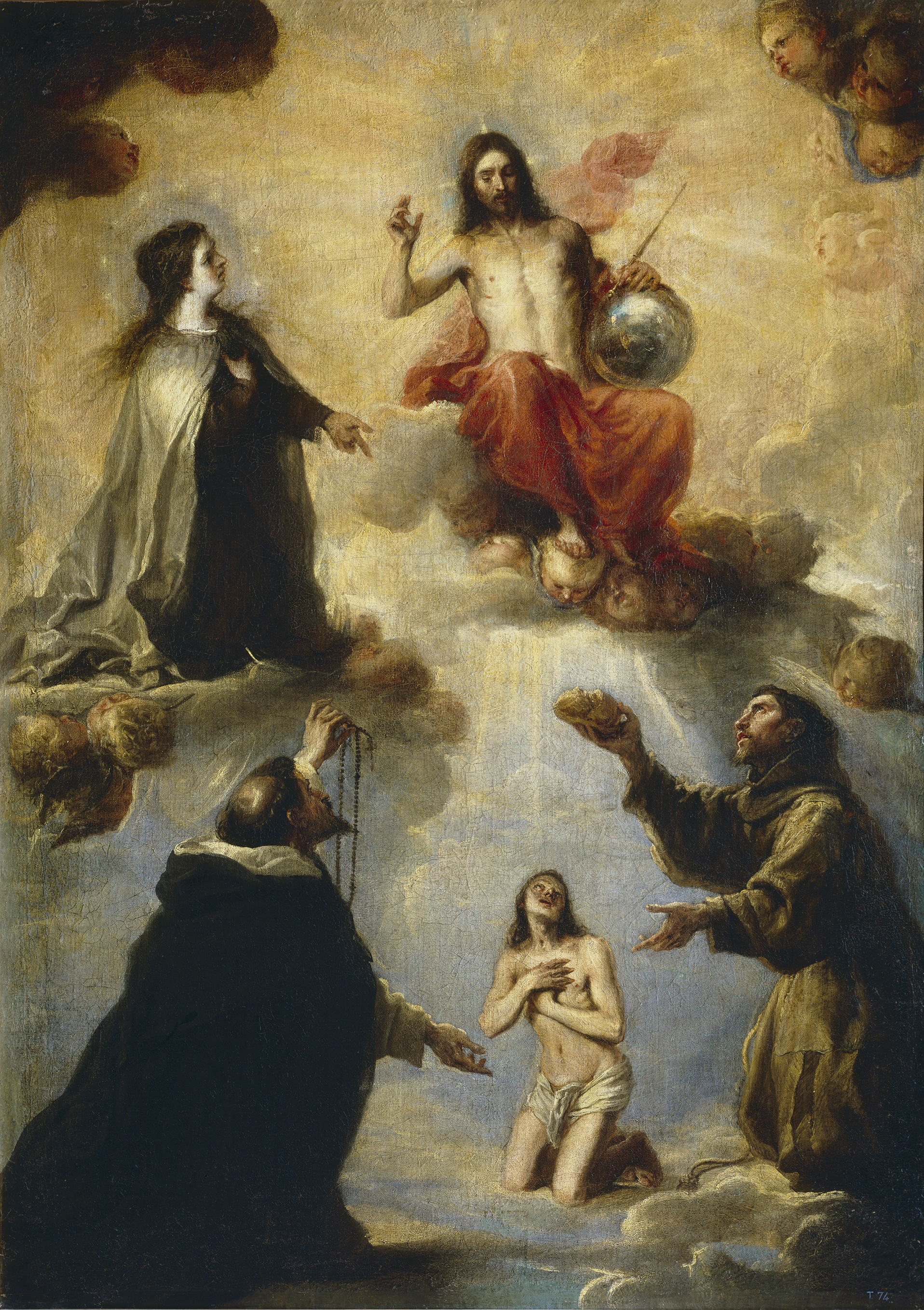
Raffigurazione di un giudizio particolare nel dipinto di Mateo Cerezo Il giudizio di un'anima, Museo del Prado, 1664.

Nella teologia cattolica, i quattro Novissimi sono letteralmente le «cose ultime» (in latino novissima, in greco antico ἔσχατα?, éschata) alle quali l'uomo va incontro al termine della vita: 
1. la morte,
2. il giudizio particolare,
3. l'inferno o
4. il paradiso.

Nella Bibbia, l'espressione in latino novissima compare nell'Ecclesiastico, nella traduzione della Vulgata (7,40): «In omnibus operibus tuis memorare novissima tua, et in æternum non peccabis».
Dal nome in greco antico ἔσχατα deriva invece il termine escatologia, il quale si applica soprattutto al destino ultimo dell'umanità nel suo complesso.
Negli anni che seguirono il Concilio Vaticano II, il tema dei Novissimi fu accennato da papa Paolo VI, nell'udienza generale di mercoledì 8 settembre 1971, lamentando che di essi «pochi parlano e poco».